# Bosaro
Bosaro é uma comuna italiana da região do Vêneto, província de Rovigo, com cerca de 1.316 habitantes. Estende-se por uma área de 6 km², tendo uma densidade populacional de 219 hab/km². Faz fronteira com Arquà Polesine, Guarda Veneta, Polesella, Pontecchio Polesine, Rovigo.

## Demografia
| Variação demográfica do município entre 1861 e 2011                               |
|                                                                                   |
| Fonte: Istituto Nazionale di Statistica (ISTAT) - Elaboração gráfica da Wikipedia |